# Гончаров, Юрий Фёдорович
Юрий Фёдорович Гончаров (1903—1929) — русский донской поэт.

## Биография
Родился 20 ноября 1903 года в польском местечке Замостье (Люблинское воеводство) при полку, где проходил службу отец — казак станицы Каменской Области Войска Донского — Фёдор Гончаров. Отец вскоре вышел в отставку и поступил работать учителем в станице Каменской.
Первоначальное воспитание поэт получил в семье. Затем мальчика отдали на обучение в Каменское реальное училище, где он пробыл недолго, и затем его отправили в Воронежский кадетский корпус. Незадолго до Октябрьской революции Юрий был переведен для продолжения учёбы в Донской кадетский корпус в Новочеркасске.
В декабре 1919 года в составе учащихся корпуса Гончаров эвакуировался из Новочеркасска в Новороссийск, а оттуда 22 февраля 1920 года кадеты пароходом «Саратов» были доставлены в Египет. Будучи в эмиграции в Египте, в рукописном литературно-художественном журнале «Донец на чужбине», Гончаров опубликует свои первые рассказы-миниатюры о родной донской земле.
В начале 1922 года часть донских кадетов, в том числе и Гончаров, была переправлена англичанами в Болгарию, где в городе Шумен они продолжили занятия в «русской» гимназии. По окончании гимназии Гончаров выехал в Чехословакию, где в городе Брно поступил на электромеханический факультет Брненского политехнического института. Но из-за тяжелого материального положения и частых болезней продолжить учёбу в институте он не смог.
В начале 1929 года по приглашению издателя журнала «Вольное казачество» — кубанского казака И. Билого — Ю. Гончаров переехал в Прагу, где был зачислен на скромную должность секретаря редакции этого журнала. В эти годы ярко проявился дар Гончарова, как поэта и прозаика, но к сожалению, быстро и безвозвратно угасший.
Юрий Гончаров скоропостижно умер 22 марта 1929 года и был похоронен в той части кладбища в Ольшанах (Прага), где находили последний приют российские эмигранты.
При жизни Ю. Ф. Гончарова и после его смерти написанные им стихи, поэмы и рассказы публиковались в Чехословакии в журналах «Казаки», «Казачество», «Казачий сполох», «Вольное казачество». В 1930-е годы издательствами журнала «Вольное казачество» (Прага) и «Литературная Казачья Семья» (Братислава) были изданы 2 сборника стихов и рассказов автора.

## Память
- Оставшиеся в Каменске-Шахтинском родственники бережно хранят память о прошлом — берегут письма Юрия, письма друзей из Чехии, семейный альбом, фотографии поэта.